# Constel·lació de la Guineueta
La Guineueta (Vulpecula) és una constel·lació de l'hemisferi nord situada a dins del Triangle d'Estiu, un asterisme que consisteix en les tres estrelles brillants Deneb, Vega i Altair.

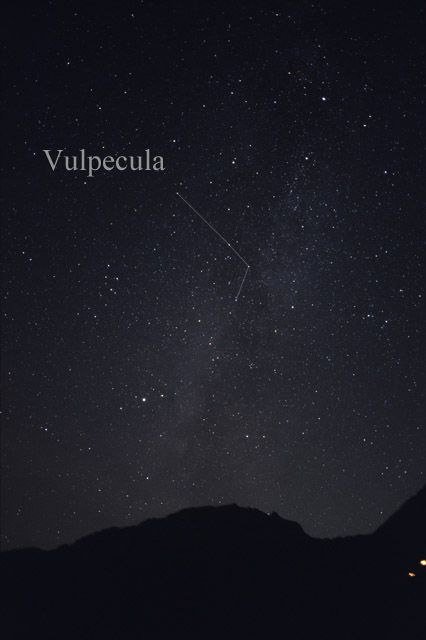
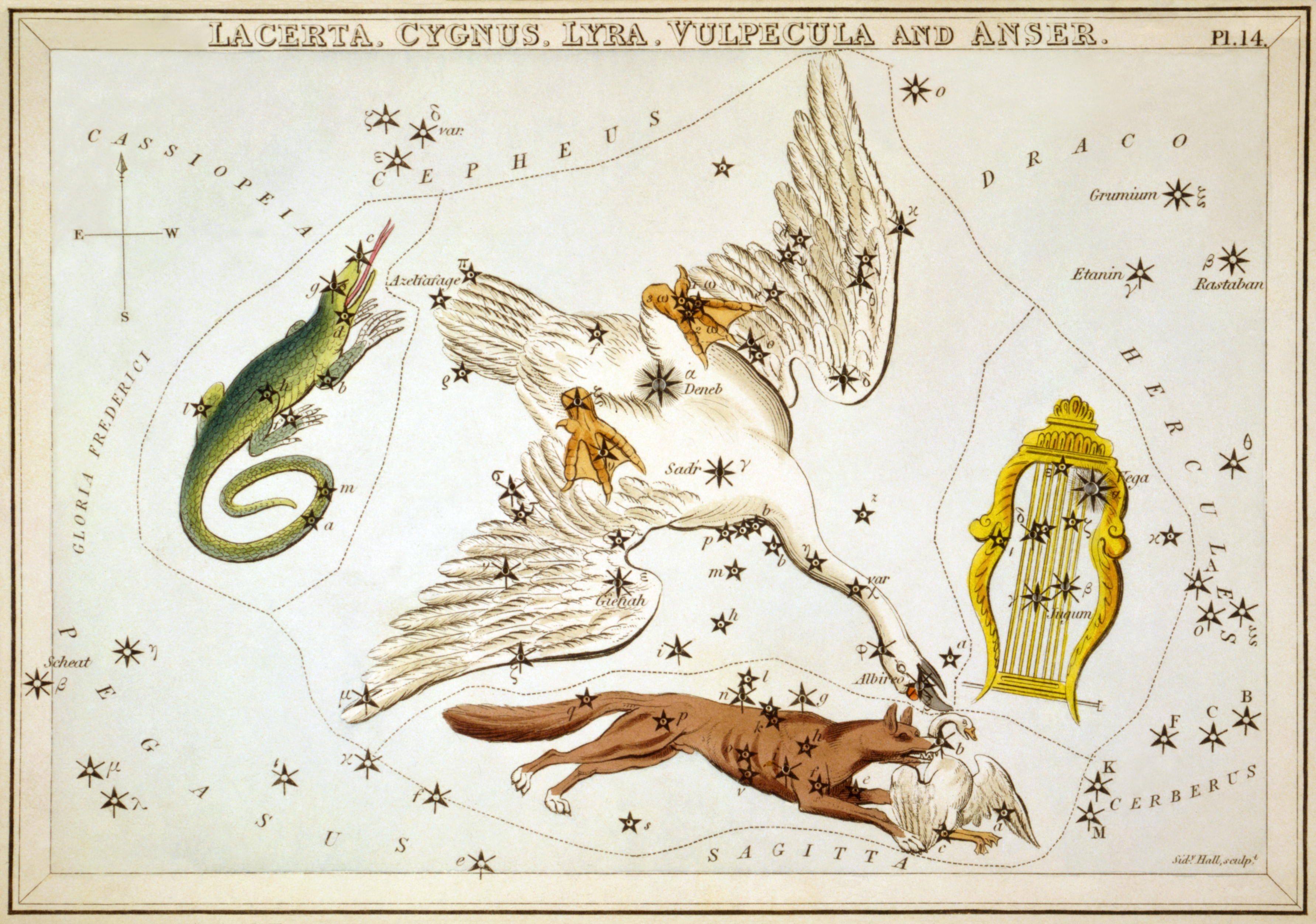

## Característiques
No hi ha estrelles més brillants que de quarta magnitud. L'estrella més brillant és α Vulpeculae, una gegant vermella de magnitud 4.44m a una distància de 297 anys llum. En aquesta constel·lació han tingut lloc algunes de les fites clau de l'astronomia. Es tracta d'una estrella doble (separació de 413.7") que pot ser diferenciada amb binoculars.
El 1967, Antony Hewish i Jocelyn Bell van descobrir el primer púlsar, PSR B1919+21, en aquesta petita constel·lació, i juntament amb el seu supervisor Ph.D. Antony Hewish, van considerar seriosament la possibilitat que fos un senyal procedent de vida extraterrestre.
També PSR B1937+21, el primer púlsar de mil·lisegons descobert (el 1982), es localitza a només uns pocs graus de PSR B1919+21.
α Vulpeculae, que rep el nom de Anser, és l'única estrella amb denominació de Bayer a la constel·lació. És una gegant vermella de tipus espectral M0.5IIIb amb una temperatura efectiva de 3.863 K i una lluminositat 555 vegades més gran que la del Sol. Es troba a 291 anys llum de la Terra.
23 Vulpeculae i 31 Vulpeculae, segona i quarta estrelles més brillants, són gegants groc-taronges de tipus espectral K3III i G7III respectivament. La primera és 375 vegades més lluminosa que el Sol i la segona 54 vegades més. Aquesta última és una binària espectroscòpica amb un període orbital de 1860 dies.
Una mica més tènue, 30 Vulpeculae és també una gegant taronja de tipus K1III i igualment una binària espectroscòpica, sent el seu període orbital de 2.506 dies.
De magnitud 4,65, NT Vulpeculae és una geganta blanca de tipus A4III i variable Alfa2 Canum Venaticorum. Lleugerament menys brillant, QR Vulpeculae és una estrella de tipus B3V i una variable Gamma Cassiopeiae que presenta fluctuacions de brillantor de 0,2 magnituds.
T Vulpeculae, U Vulpeculae i SV Vulpeculae són tres cefeides els períodes dels quals són de 4,4355, 7,9907 i 45,01 dies respectivament; SV Vulpeculae és una estrella molt distant —situada a uns 7.900 anys llum aproximadament— de gran lluminositat, equivalent a 28.000 sols.
Z Vulpeculae és una binària eclipsant composta per una estrella blanc-blava de la seqüència principal de tipus B4V i una geganta blanca de tipus A3III; durant l'eclipsi principal, la brillantor de Z Vulpeculae decau 1,65 magnituds, mentre que en el secundari la disminució és de només 0,33 magnituds.
Per contra, EP Vulpeculae és una freda estrella de tipus S amb una lluminositat 4.000 vegades més gran que la del Sol. És una variable irregular la brillantor del qual fluctua 3,7 magnituds.
HD 188015 i HD 189733 son dues estrelles en la constel·lació amb sistemes planetaris. El planeta que orbita aquesta última estrella, HD 189773 b, conté quantitats significatives d'aigua a la seva atmosfera, així com oxigen i metà estudiats pel telescopi espacial Spitzer, ia la seva superfície hi ha vents de fins a 8.700 km/h, set vegades la velocitat del so; el seu color blau cobalt no prové del reflex de l'aigua com a la Terra, sinó d'una atmosfera boirosa i cremada que conté núvols alts coberts de partícules de silicat.
El planeta que gira al voltant d'HD 188015, presumiblement un gegant gasós, ho fa a la zona d'habitabilitat de l'estrella i empra 461,2 dies a completar una òrbita.
Un altre objecte d'interès és Gliese 794, una de les nanes blanques més calentes i joves a menys de 20 pàrsecs del sistema solar. Té una temperatura de 20.700 K i una edat estimada —com a romanent estel·lar— de només 60 milions d'anys.
També a Vulpecula es troba GJ 4166, la nana blanca menys massiva del nostre entorn, amb una massa equivalent al 25 % de la massa solar.

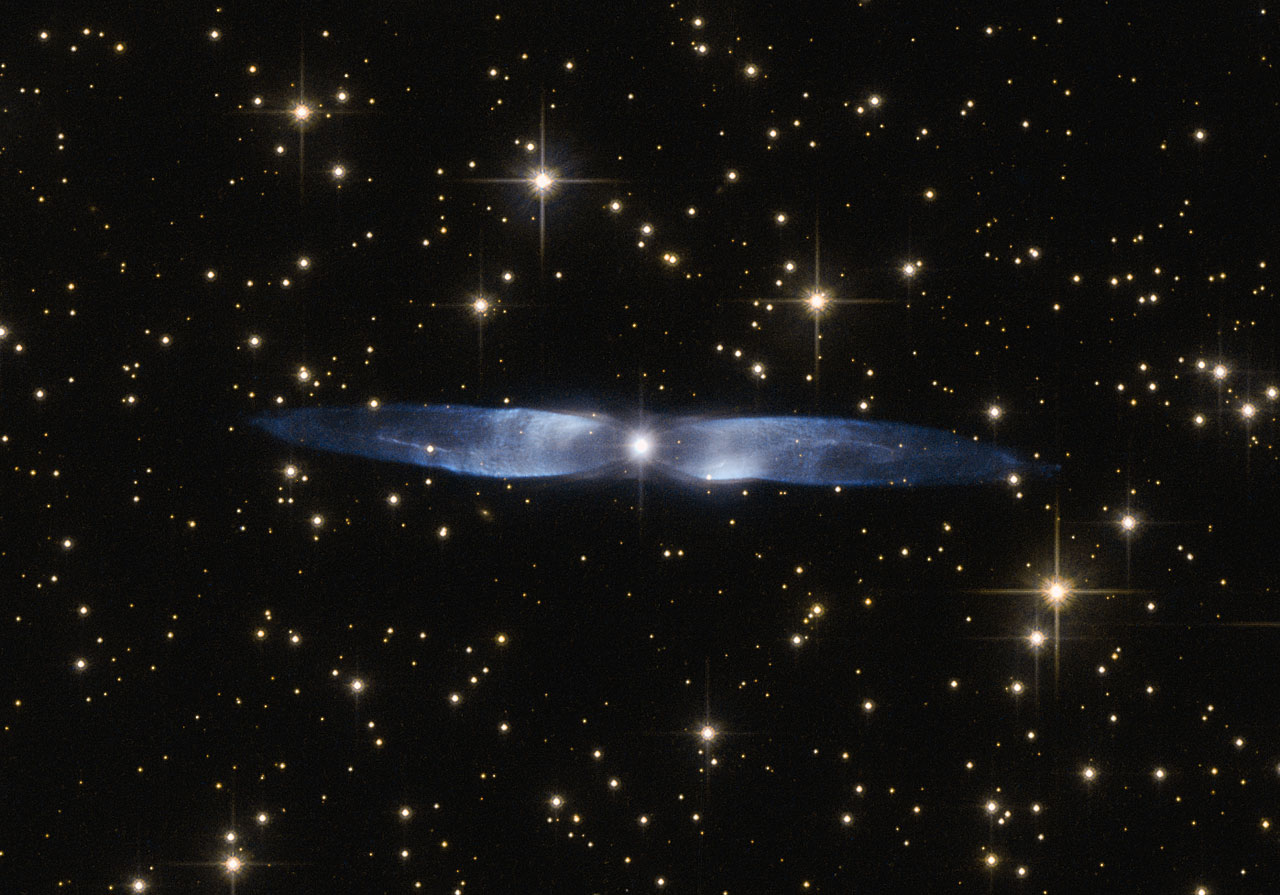
Nebulosa planetària Hen 2-437 (Crèdits: ESA/Hubble & NASA)

Entre els objectes de cel profund, destaca la nebulosa planetària M27 o Nebulosa Dumbbell, la primera nebulosa d'aquest tipus que va ser descoberta, sent descrita per Charles Messier en 1764. La seva estrella central, una nana blanca, té un radi estimat igual al 5,5% del radi solar i és la nana blanca més gran que es coneix. D'acord a la paral·laxi mesurada per l'observatori espacial GAIA, M27 es troba a 1.230 anys llum de la Terra.
Una altra nebulosa planetària observable a Vulpecula és Hen 2-437, nebulosa bipolar on el material expulsat per l'estel moribund s'ha estès formant dos lòbuls blaus simètrics.

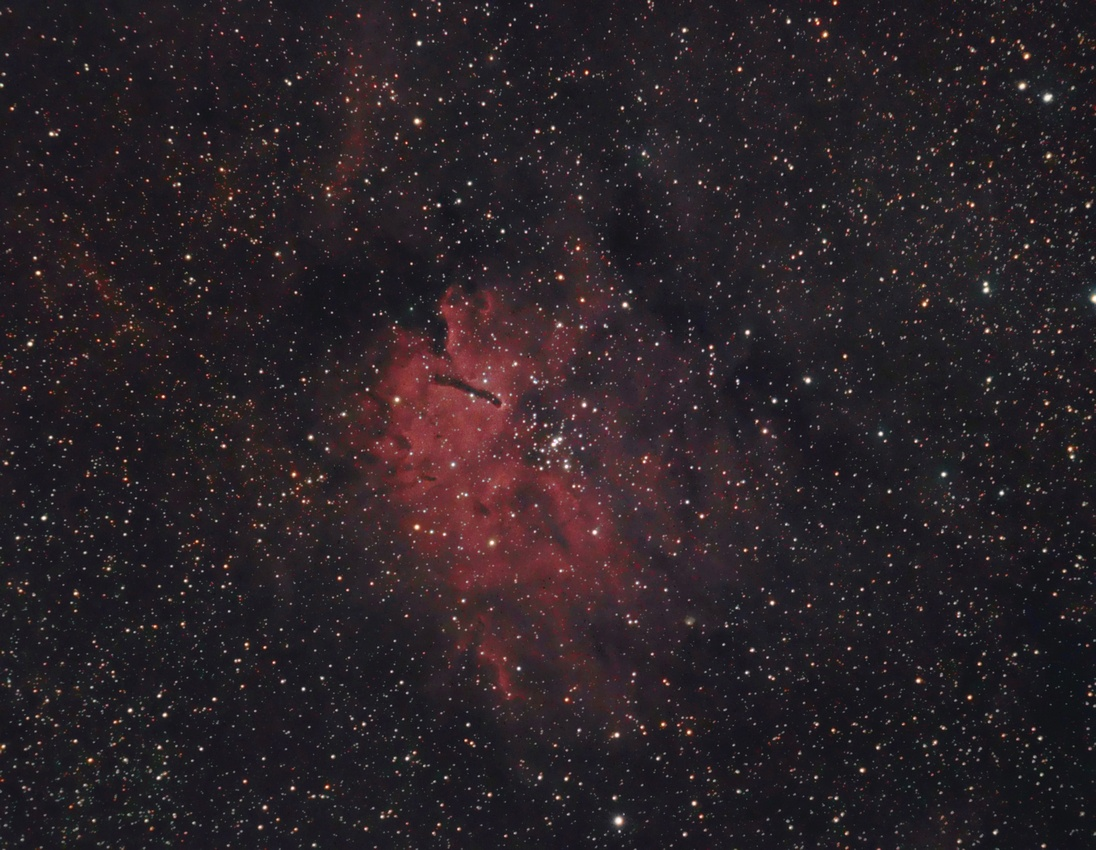
Cúmul obert NGC 6823 envoltat per la nebulosa d'emissió Sharpless 2-86

NGC 6820 és una nebulosa d'emissió que envolta el cúmul obert NGC 6823, format fa uns deu milions d'anys i en el qual destaquen les seves estrelles blaves joves. És a uns 6.000 anys llum de la Terra.
NGC 6885 és un altre cúmul obert més antic, ja que té una edat aproximada de 125 milions d'anys, situat a 4.700 anys llum.
SNR G057.2+00.8 és una resta de supernova que conté el magnetar SGR J1935+2154, el període de rotació del qual és de 3,24 segons. Descobert el 2014, s'han observat quatre episodis actius des del descobriment fins al 2016.
A Vulpecula també es pot observar la galàxia el·líptica NGC 7052. Amb el telescopi Hubble s'ha descobert un gruixut disc de pols de 3.700 anys llum de diàmetre que pot ser el romanent d'una col·lisió galàctica en el passat.
La part est de Vulpecula està ocupada per la Gran Muralla d'Hèrcules-Corona Boreal. És un filament galàctic amb una longitud de 3.000 megapàrsecs, sent l'estructura més gran de l'univers observable.

## Estrelles principals
- α Vulpeculae (Oca (Anser) o Lucida Anseris), de magnitud aparent 4,4, una gegant vermella a 297 anys llum de la Terra.
- 23 Vulpeculae, la segona estrella en lluentor amb magnitud 4,5, una estrella taronja.
- NT Vulpeculae (15 Vulpeculae), variable del tipus α ² Canum Venaticorum, estrella de color blanc.
- HD 189733, una estrella groc-taronja de la seqüència principal amb un planeta gegant gasós molt pròxim a l'estrella.
- HD 188015, una estrella subgegant groga a 172 anys llum, amb un planeta en l'anomenada zona habitable.
- PSR B1919+21, el primer púlsar descobert en l'any 1967 per Antony Hewish i Jocelyn Bell, amb un interval d'1,3373 s.

## Objectes notables de cel profund
- M27 o Nebulosa de l'Halter, de magnitud 7,4, la primera nebulosa planetària descoberta.
- Asterisme Collinder 399, conegut també per 'El Penjarobes' a causa de la seva forma.

Ambdós poden ser vistos amb binoculars, encara que només a través d'un telescopi apareixen en tota la seva bellesa.
- NGC 7052, galàxia el·líptica.

## Història

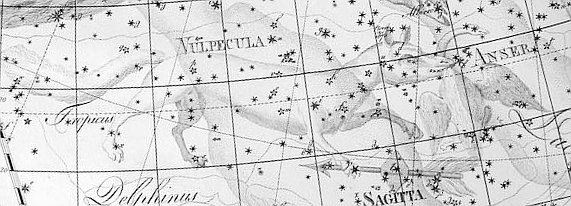
Vulpecula et Anser (Guineu i oca) 1801

Aquesta constel·lació, ideada per Johannes Hevelius en 1690, no es troba associada a cap llegenda interessant ni a cap referència mitològica. Inicialment se la va anomenar Vulpecula Cum Anser, la Guineu amb l'oca, però actualment es coneix simplement com la Guineu (Vulpecula). Hevelius no va imaginar la Guineu i l'Oca com a dues constel·lacions separades, posteriorment les estrelles van ser subdividides en una Oca i una Guineu. L'Oca, es representava a la boca de la guineu, ja no està oficialment en el cel, però encara es conserva en el nom de l'estrella 
α Vulpeculae: Oca.